# Lyng-ordenen
Lyng-ordenen (Ericales) rummer mange familier og slægter. Den er kendetegnet ved, at arterne indeholder tanniner og triterpener (heri indbefattet saponiner). Bladene sidder spiralformet.
| Familier |

- Cyrillaceae
- Fjeldpryd-familien (Diapensiaceae)
- Flittiglise-familien (Balsaminaceae)
- Floks-familien (Polemoniaceae)
- Fouquieriaceae
- Ibenholt-familien (Ebenaceae)
- Kiwi-familien (Actinidiaceae)
- Kodriver-familien (Primulaceae)
- Konvalbusk-familien (Clethraceae)
- Lecythidaceae
- Lyng-familien (Ericaceae)
- Maesaceae
- Marcgraviaceae
- Mitrastemonaceae
- Pellicieraceae
- Roridulaceae
- Sapotaceae
- Sarraceniaceae
- Sladeniaceae
- Storax-familien (Styracaceae)
- Te-familien (Theaceae)
- Ternstroemiaceae
- Tetrameristaceae

Bemærk, at slægterne i Myrsinaceae og Theophrastaceae nu (2009) iflg. APG III systemet er optaget i denne familie.
I det ældre Cronquists system blev følgende familier inkluderet i Lyng-ordenen:
- Clethraceae
- Cyrillaceae
- Empetraceae
- Epacridaceae
- Ericaceae
- Grubbiaceae
- Monotropaceae
- Pyrolaceae